# Piotr Salak
Piotr Salak (ur. 19 maja 1970 w Warszawie) – prezenter telewizyjny i radiowy dziennikarz sportowy związany dawniej ze sportowymi kanałami platformy nc+, a obecnie z RMF FM i TVN.
Ukończył studia na Wydziale Historycznym Uniwersytetu Warszawskiego.
Prowadził w TVP programy: Krakowskie Przedmieście 27 (realizowane z radiem RMF FM) oraz Woronicza 17. Przez 10 lat pracował w radiu RMF FM, gdzie był szefem redakcji sportowej. W latach 1997–1998 pracował w TVN (redakcja Faktów), potem ponownie w RMF FM – do 2005 roku. Od lipca 2005 na antenie TVN24 wraz z Pawłem Wilkowiczem prowadził program Orange Ekstraklasa. Pracował w redakcji sportowej TVN24. Od 2013 był związany ze sportowymi kanałami platformy nc+, prowadził też Sport po Faktach w TVN oraz serwis sportowy News+ na antenie Canal+ Sport 5. Z Canal+ rozstał się w listopadzie 2022.
Od września 2021 jest jednym z prowadzących "Popołudniową rozmowę" w RMF FM. Od 7 stycznia 2024 prowadzi także od poniedziałku do piątku poranne pasmo rozgłośni internetowej RMF24. Jest tam także gospodarzem Rozmowy o 7:00. 
W lutym 2023, po przejęciu produkcji serwisów sportowych w TVN i TVN24 przez Eurosport, wrócił do ich prowadzenia.